# Don Kichot (postać)

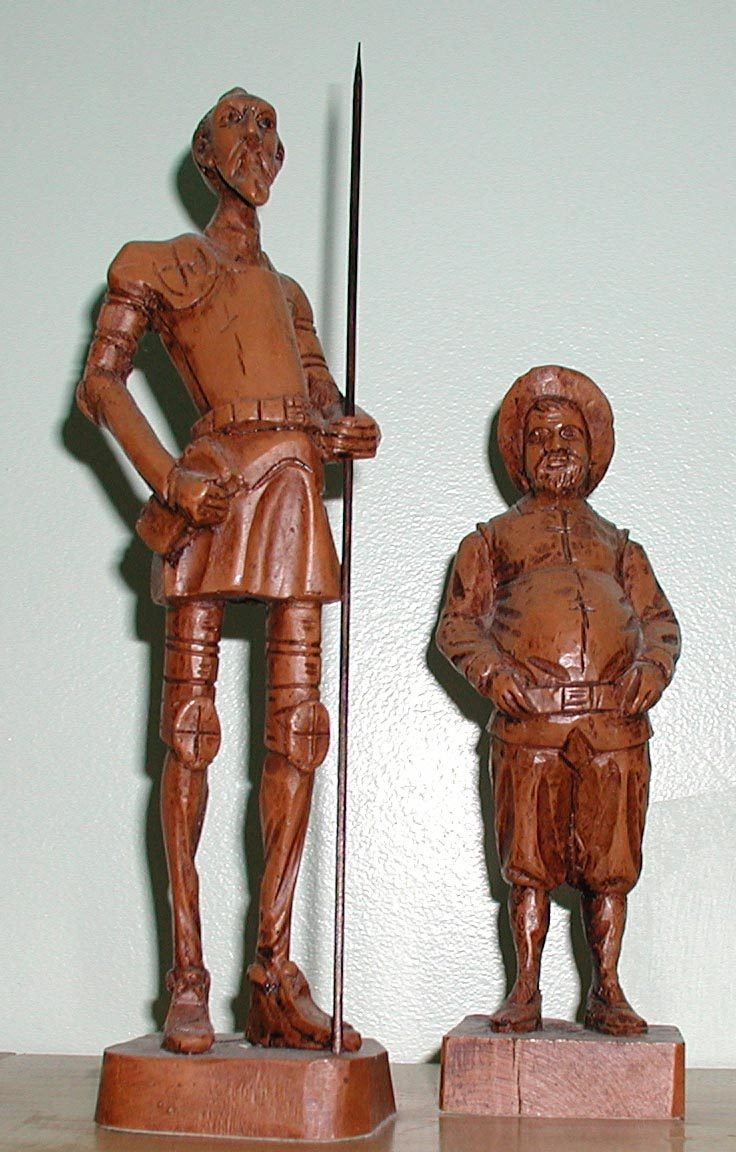
Don Kichot i Sancho Pansa

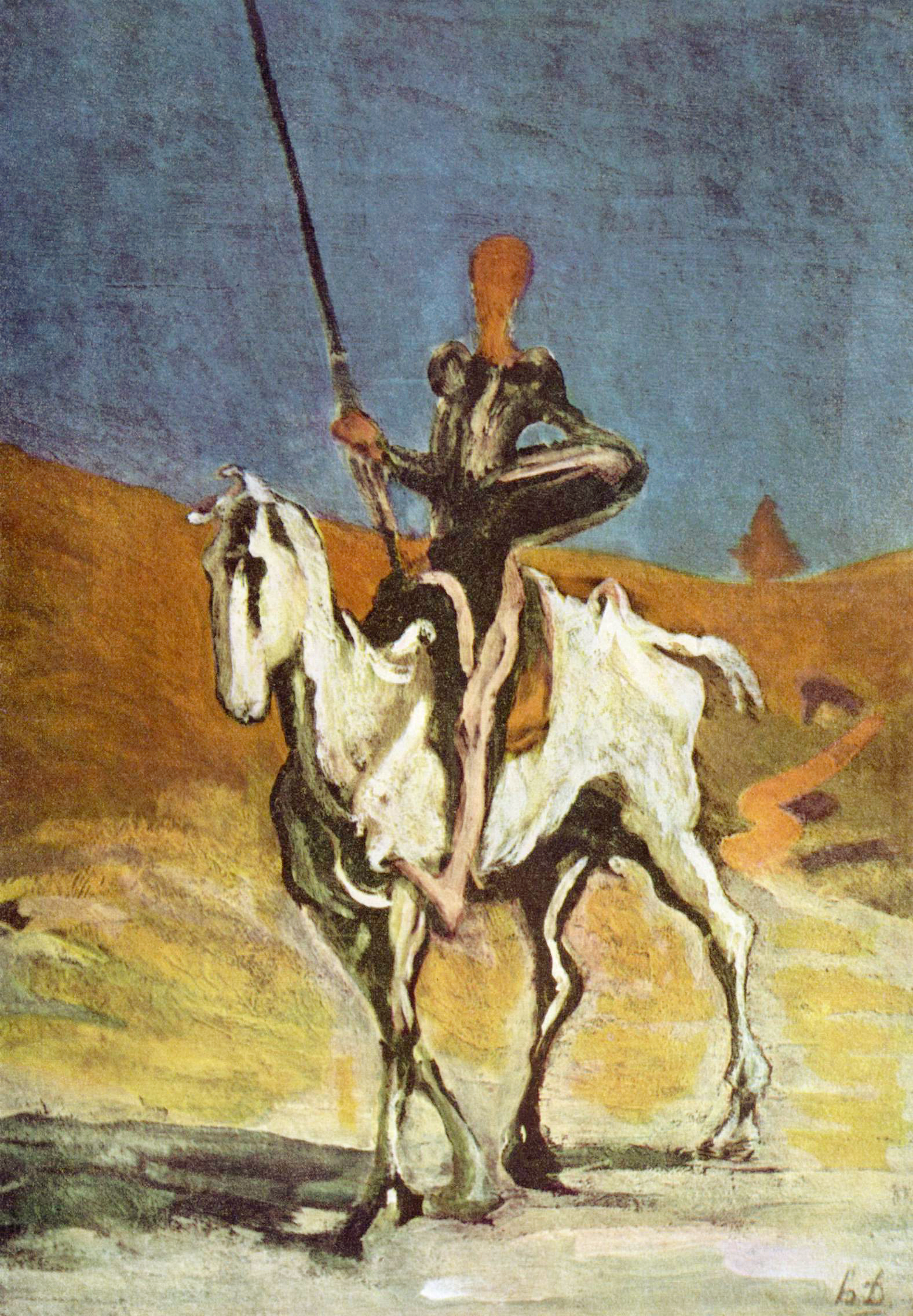
Honoré Daumier, Don Kichot

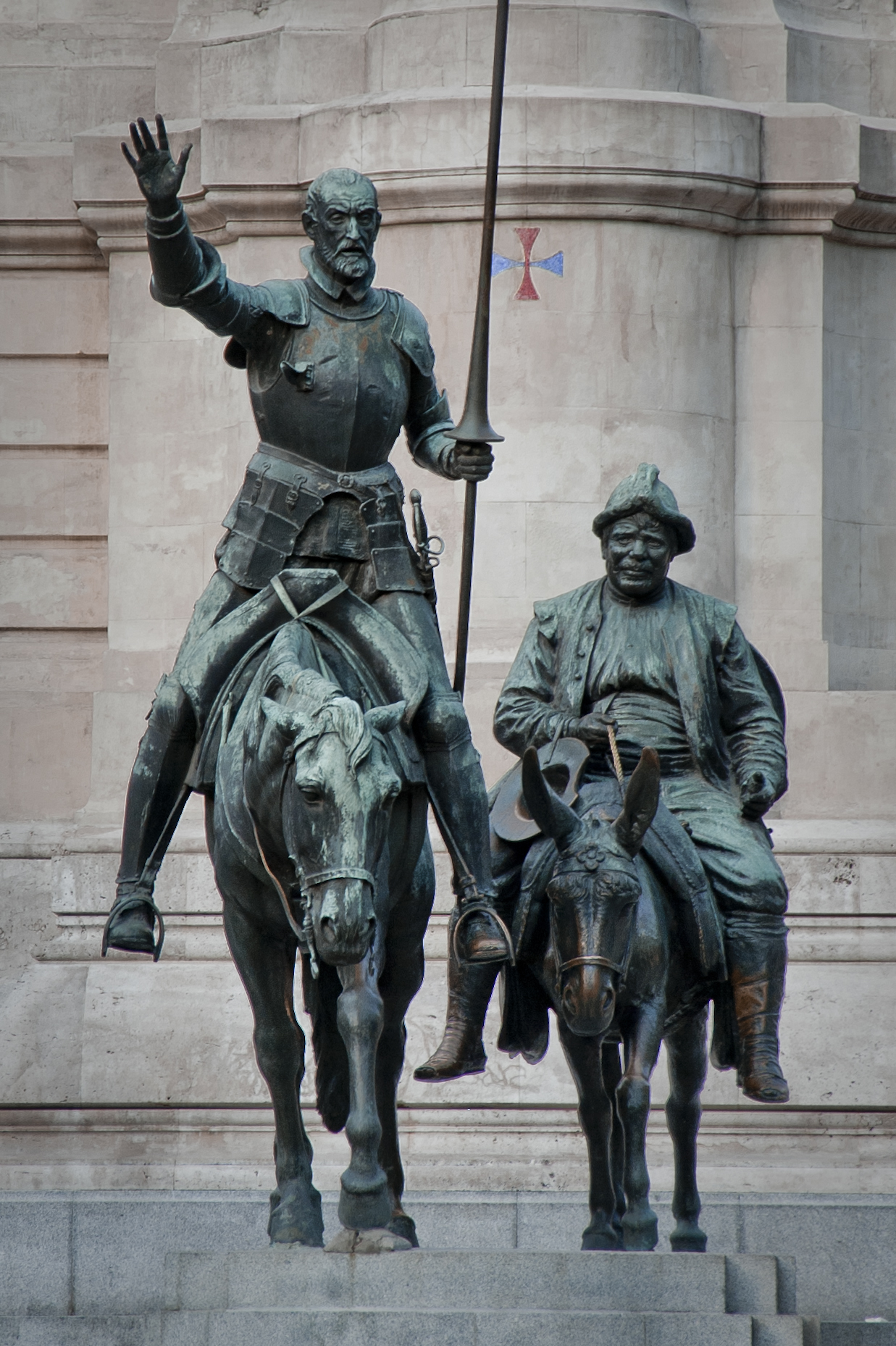
Pomnik Don Kichota i Sancho Pansy na tle pomnika Miguela Cervantesa na Plaza de España w Madrycie

Don Kichot z La Manchy (hiszp. Don Quijote de la Mancha, właściwie Alonso Quijano), nazywany także „Rycerzem Smętnego Oblicza” – fikcyjna postać z powieści Miguela de Cervantesa. Jest około pięćdziesięcioletnim szlachcicem, który pod wpływem literatury o czynach rycerskich postanawia zostać błędnym rycerzem. Na swoim koniu Rosynancie, w towarzystwie giermka Sancho Pansy, wyrusza w drogę. Wzorem literackich bohaterów Don Kichot wybiera damę serca – jest nią wieśniaczka Aldonza Lorenzo, nazywana przez bohatera Dulcyneą z Toboso. Od imienia bohatera pochodzi nazwa postawy nazywanej donkiszoterią.

## Charakterystyka
Don Kichot wywodzi się z warstwy hidalgów, niegdyś znaczącej w życiu publicznym Hiszpanii, ale w XVI wieku już znacznie podupadłej, zarówno pod względem znaczenia, jak i majątku. Bezczynność i odosobnienie spowodowały, że uległ wpływom literackim i postanowił wcielić w życie ideał średniowiecznego rycerza. Wyobraźnia sprawia, że rzeczy codzienne i zwykłe przybierają dla niego fantastyczne formy – np. karczma staje się zamkiem, a wiatrak wydaje mu się olbrzymem. Jest przede wszystkim naturą czynną – szuka nieustannie okazji do działania, nie poświęca czasu na zrozumienie sytuacji. Z tego powodu postać ta była często przeciwstawiana Hamletowi. Jest również megalomanem – chełpi się swoją wielkością i znaczeniem swoich czynów, nieustannie poszukuje sposobności do dowiedzenia swojej odwagi i siły. Potrafi jednak okazywać wdzięczność tym, którzy mu pomogli, oburzać się na bezprawie i krzywdę, jest zdolny do hojności i bezinteresowności, bywa cierpliwy i serdeczny. Potrafi myśleć logicznie i udzielać praktycznych rad, jest inteligentny. W sposób prosty i zrozumiały wyjaśnia Sanchowi wiele problemów nurtujących ówczesną Hiszpanię. Bohater zmienia się w toku akcji – coraz mocniej przejmuje się niepowodzeniami i popada w coraz większy smutek, który ustępuje dopiero przed śmiercią.

## Interpretacje
W okresie Oświecenia Don Kichota postrzegano przede wszystkim jako ofiarę literatury, podkreślano jego egzaltację i fanatyzm. Widziano głównie symbol walki wybujałej fantazji z racjonalnym rozumem. Interpretacja postaci zmieniła się wraz z nastaniem Romantyzmu – dostrzegano wtedy przede wszystkim szlachetną stronę jego natury, uznając go za obrońcę ideału, sięgającego do absolutu na przekór rzeczywistości. Akcentowano jego heroizm i nieustępliwość w walce ze złem. Zarówno Iwan Turgieniew, jak i Heinrich Heine rozpatrywali tę postać w kategorii tragizmu. Dla Hegla natomiast Don Kichot uosabiał rozdźwięk pomiędzy szlachetnością intencji a niestosownością ich realizacji oraz pomiędzy subiektywnym poczuciem znaczenia a społeczną bezużytecznością, wynikającą z oderwania od swoich czasów i anachronizmu. George Gordon Byron w Don Juanie stwierdził natomiast, że jeśli wyśmiewa się Don Kichota, ideał rycerstwa, to można także wyszydzić Sokratesa, ideał mądrości; Juliusz Słowacki w Beniowskim powiązał tę postać z Ikarem. Wielokrotnie wyrażano oburzenie na autora, że w sposób krzywdzący potraktował tak szlachetną postać (m.in. William Somerset Maugham, Johann Gottfried Herder i Julius Grosse). Wiązano również (m.in. Rafael Altamira y Crevea oraz Karl Vossler) z narodowymi cechami Hiszpanów – fantazją, śmiałością i aktywnością.